# 艾泰尼什·迪若
艾泰尼什·迪若（Etenesh Diro Neda，1991年5月10日—）是一名著名埃塞俄比亞3000米障礙賽運動員。曾參加2012年夏季奧林匹克運動會女子3000米障礙賽，最後以9:19.89得到第6。，在2016年夏季奧林匹克運動會女子3000米障礙賽中，和其他跑手發生碰撞並脫掉一隻鞋，最後以第7名完成初賽。

## 外部連結
- 艾泰尼什·迪若在的頁面